# Aphonomorphus dissimilis
Aphonomorphus dissimilis är en insektsart som beskrevs av Lucien Chopard 1956. Aphonomorphus dissimilis ingår i släktet Aphonomorphus och familjen syrsor. Inga underarter finns listade i Catalogue of Life.